# Suizenji Jōju-en
Il Suizenji Jōju-en (水前寺成趣園?) un giardino giapponese in stile Tsukiyama (築山?), ovvero con colline artificiali, in cui si trovano una rappresentazione ridotta del Monte Fuji富士山 (Fuji-san?) e delle 53 Stazioni del Tōkaidō (東海道五十三次?, Tōkaidō Gojūsan-tsugi).
È situato all'interno del Parco di Suizenji (水前寺公園?, Suizenji Kōen) nella città di Kumamoto, Giappone e prende il nome da un tempio buddista non più esistente chiamato Suizenji. Ora ospita il Tempio Izumi (出水神社?, Izumi jinja). 
Hosokawa Tadatoshi (細川忠利?), daimyō del Clan Hosokawa (細川氏?, Hosokawa-shi), iniziò la costruzione del giardino nel 1636 come luogo per la cerimonia del tè (茶の儀式?, Cha no yu, "acqua calda per il tè"); egli scelse appunto questo sito per via del suo stagno alimentato da sorgenti la cui acqua pulita era eccellente per il tè. La casa da tè (茶室?, chashitsu) Kokin-Denju-no-Ma con il tetto di paglia era originariamente nel palazzo imperiale di Kyoto, fu trasferita qui nel 1912.
Suizenji Kōen comprende il santuario dove sono custoditi i membri della famiglia Hosokawa ed un teatro per le rappresentazioni nō (能?). All'interno del parco di svolgono inoltre delle manifestazioni di yabusame (流鏑馬?), ossia il tiro con l'arco eseguito da un cavaliere.
Nel 1929 il giardino è stato dichiarato dal governo nazionale un sito storico di bellezza paesaggistica. È considerato uno dei giardini più belli del Paese insieme al Kenroku-en di Kanazawa, al Kairaku-en nella prefettura di Ibaraki e al Koraku-en nella prefettura di Okayama.

## Galleria di immagini

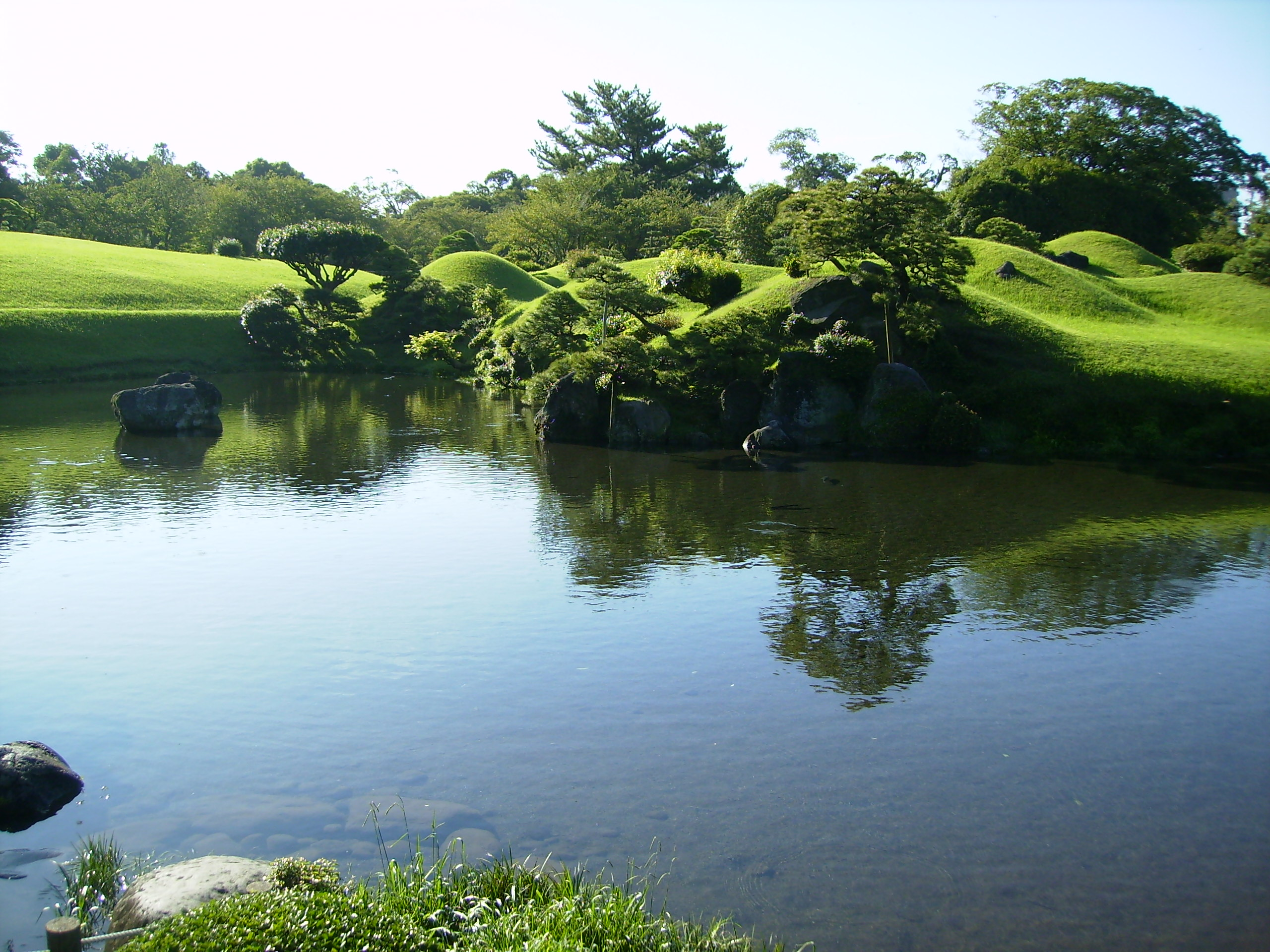
il laghetto
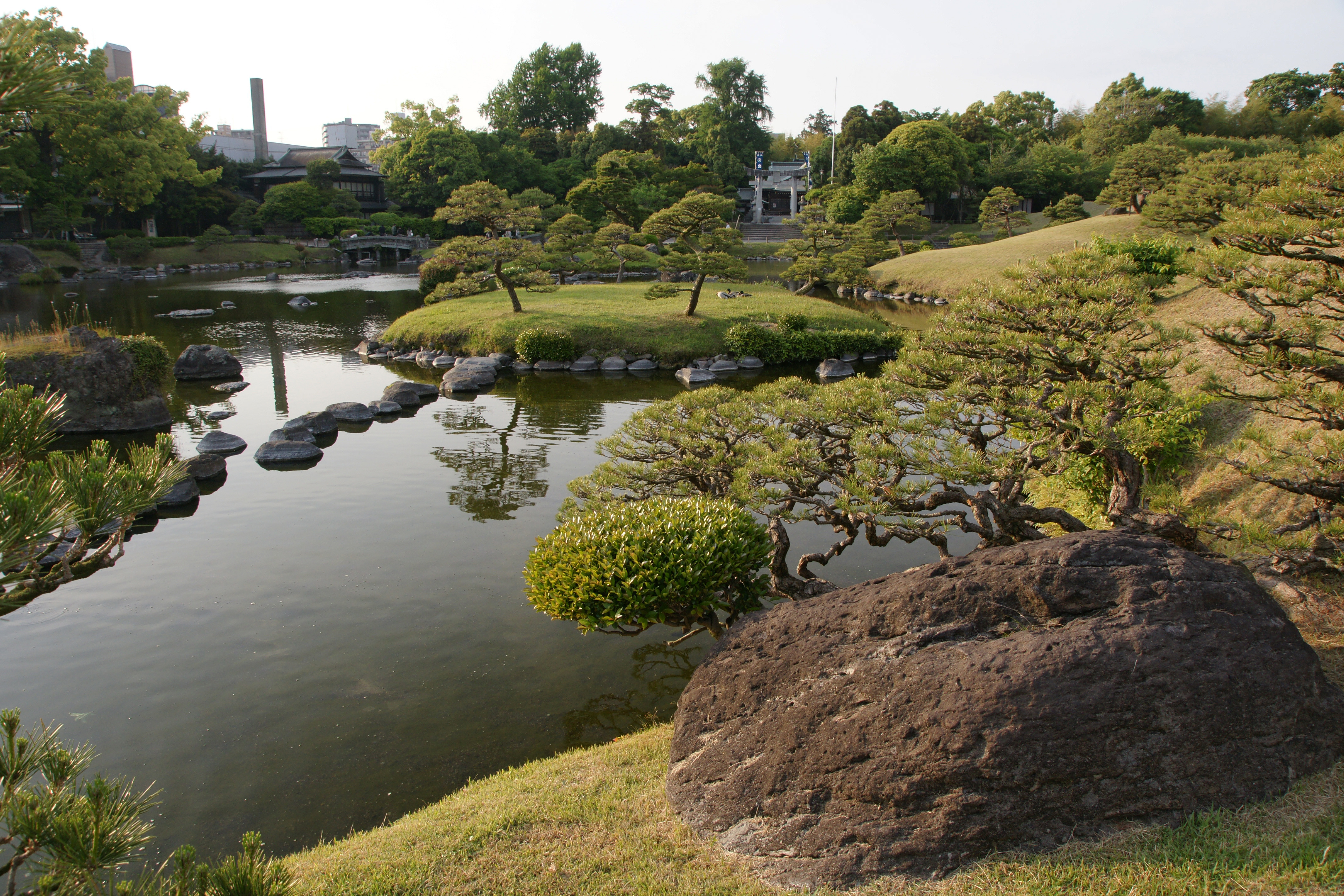
il laghetto
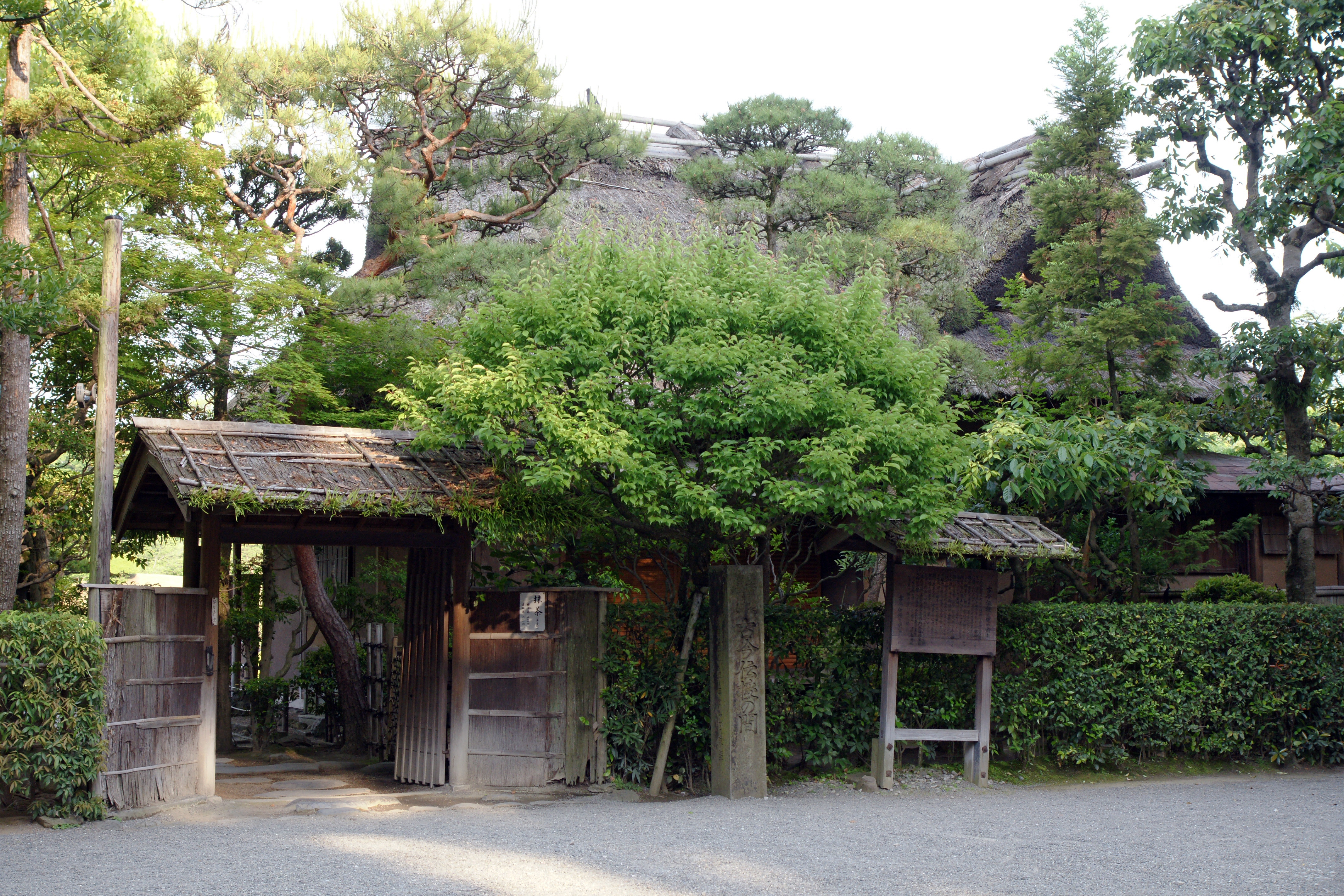
la casa da tè Kokin-Denju-no-Ma
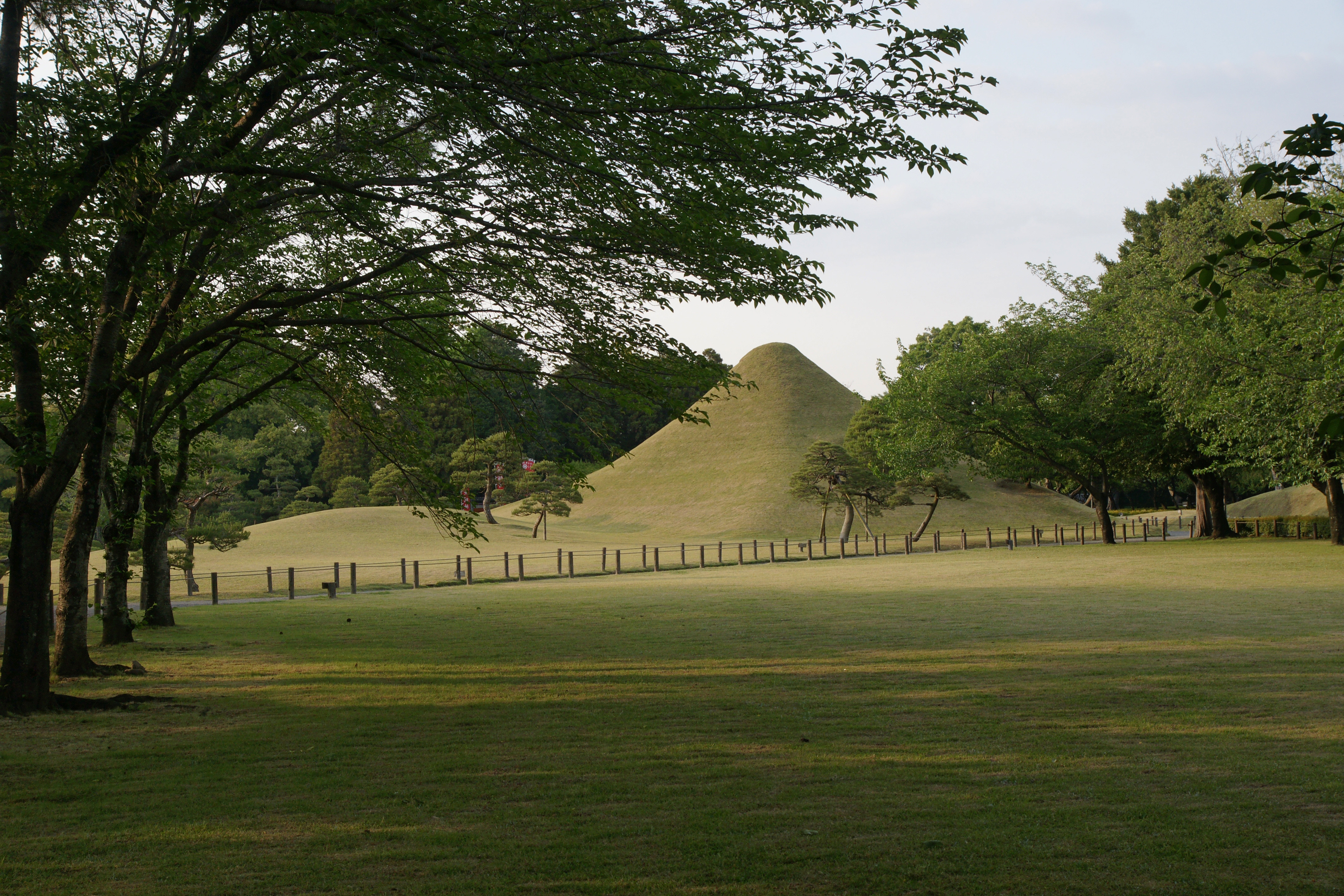
campo di Yabusame (流鏑馬?)
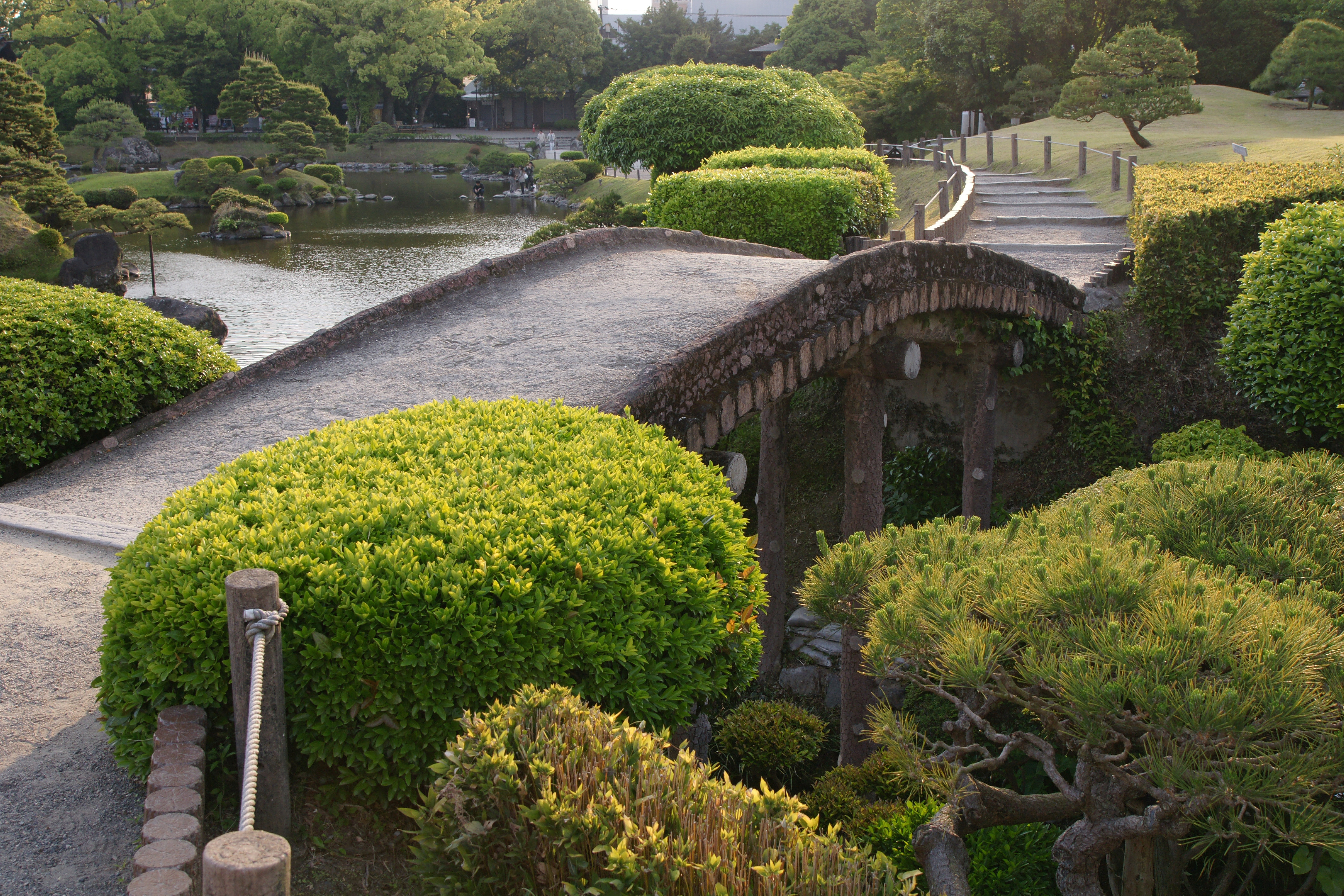
uno dei ponti
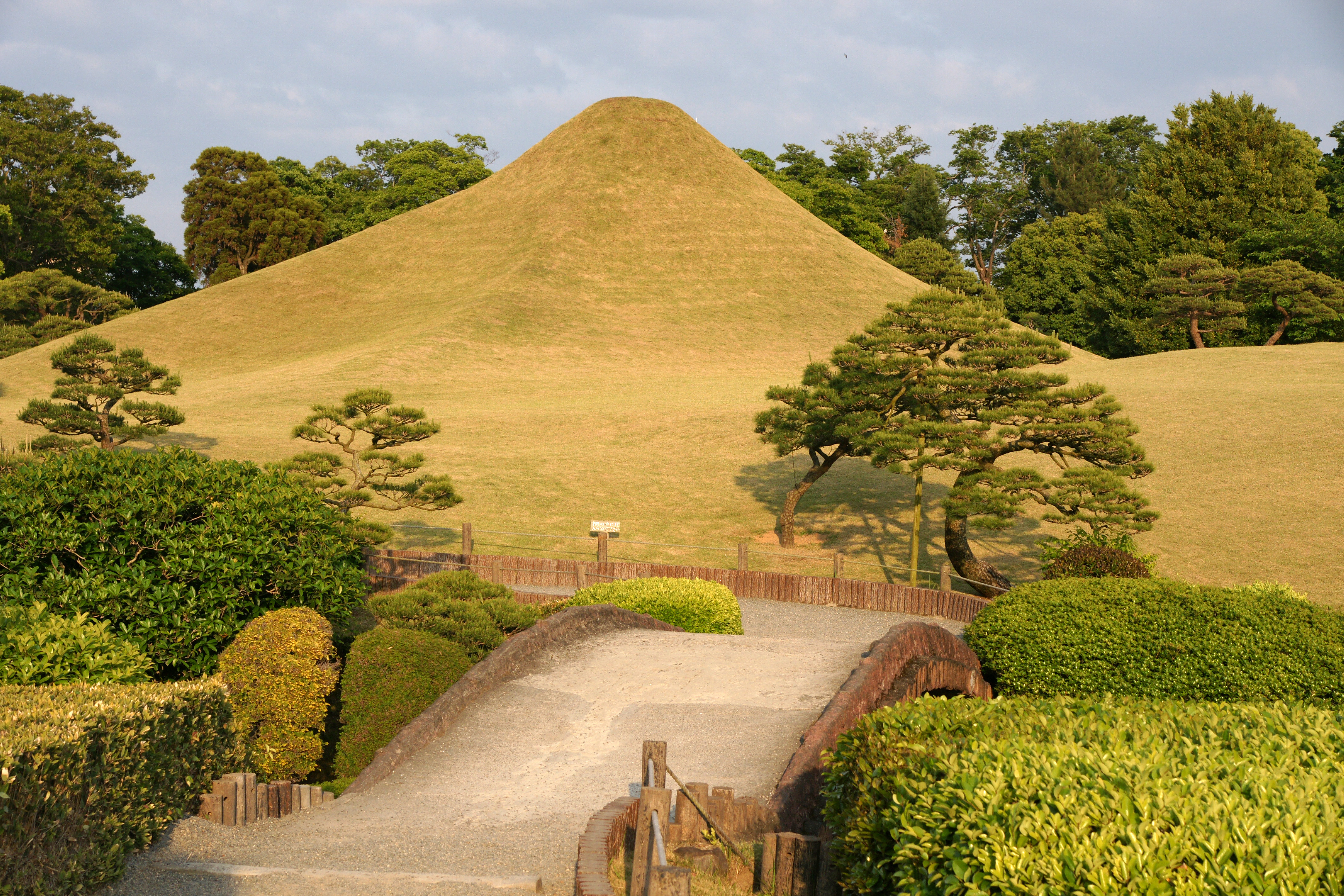
Replica del Mount Fuji
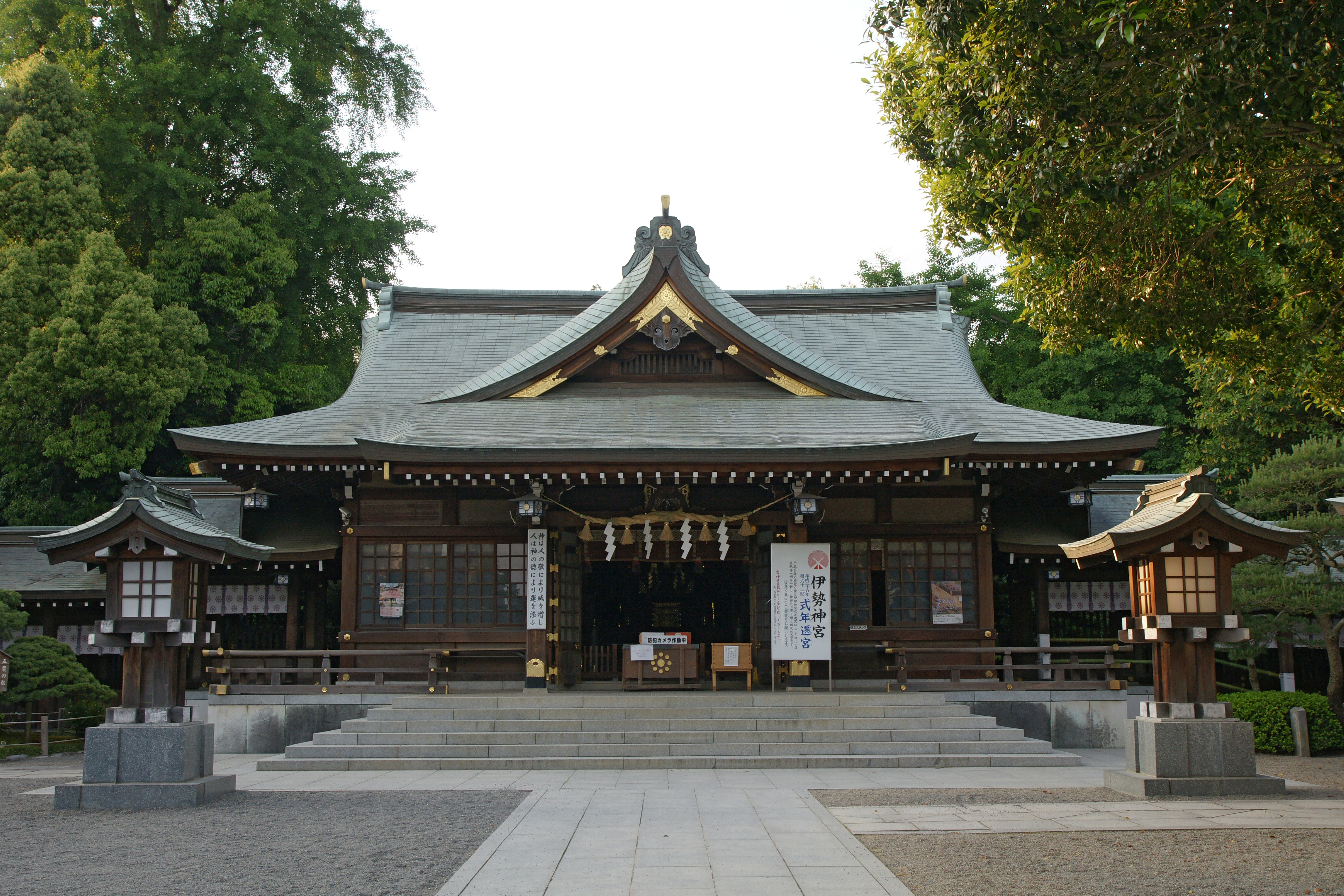
Izumi jinja
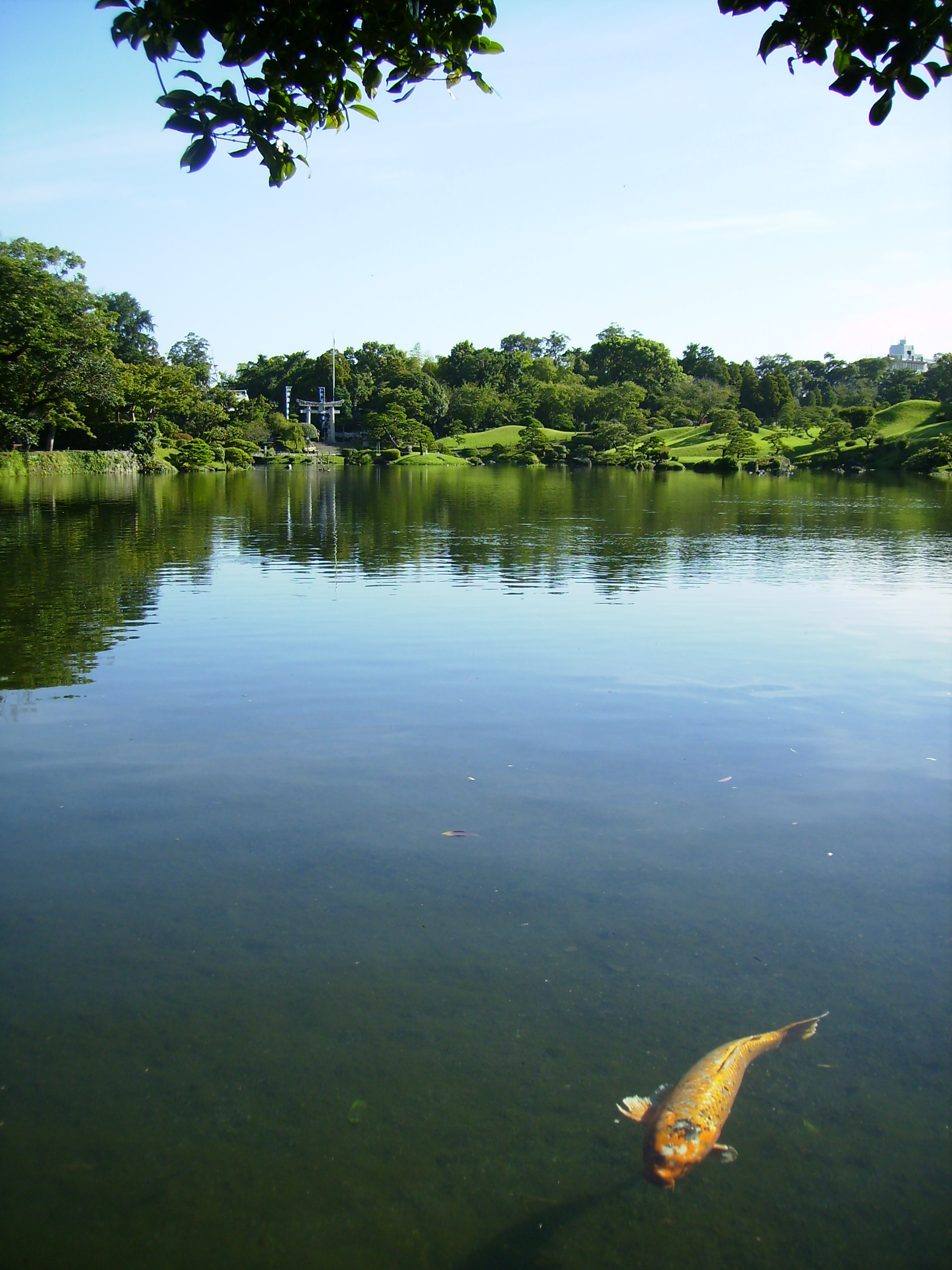
una delle carpe Koi
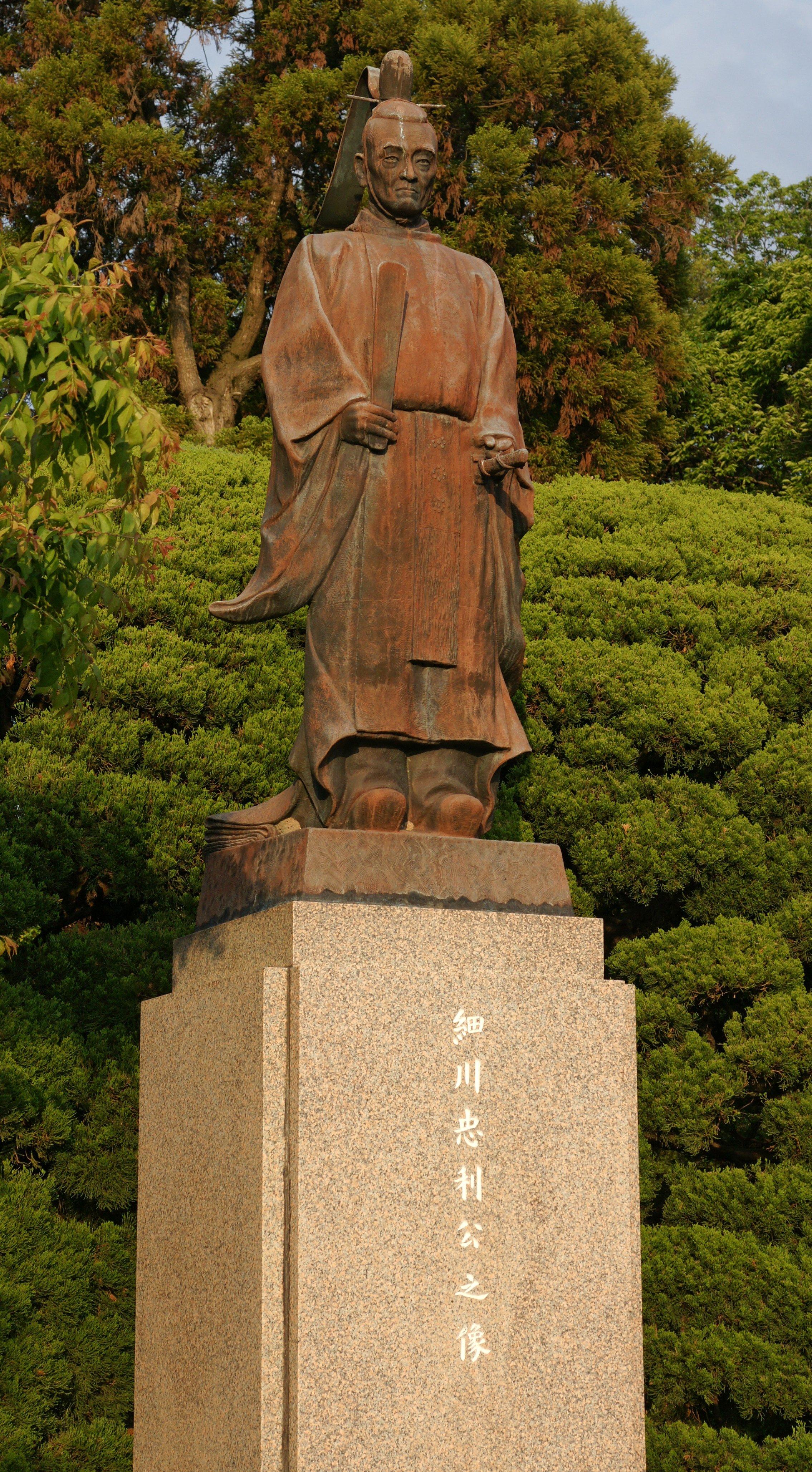
statua di Hosokawa Tadatoshi
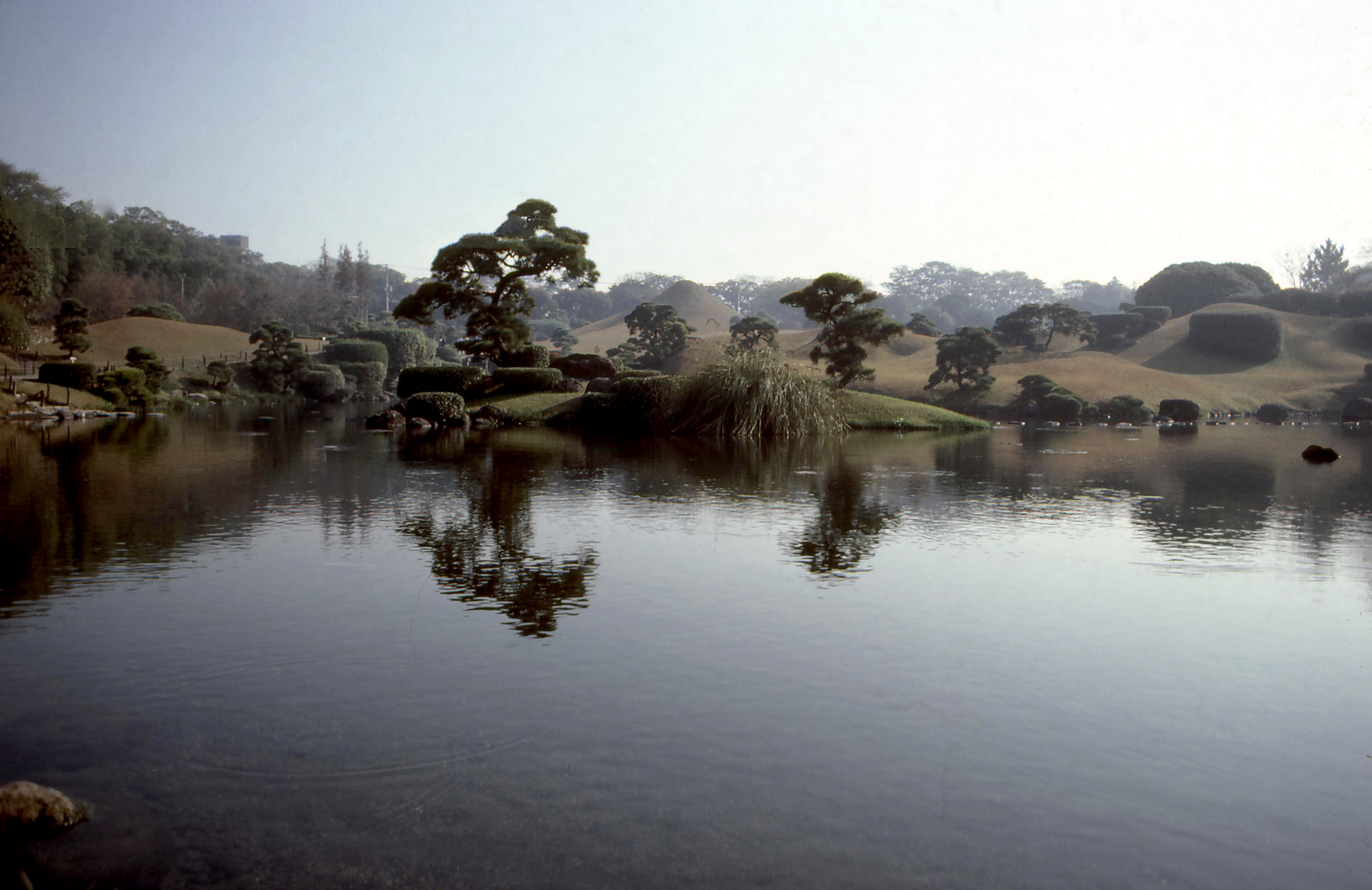
vista del laghetto dalla Kokin-Denju-no-Ma